# لئو ویلمن
لئو ویلمن (انگلیسی: Leo Weilenmann; ۲۹ سپتامبر ۱۹۲۲ – ۶ ژانویهٔ ۱۹۹۹) دوچرخه‌سوار اهل سوئیس بود.